# Styl Stanisława Augusta

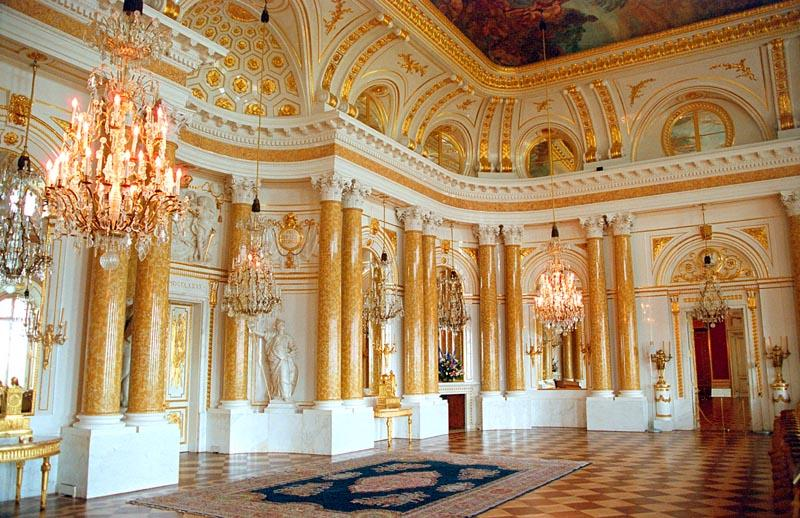
Sala Wielka Asamblowa na Zamku Królewskim w Warszawie, 1781 (2002)

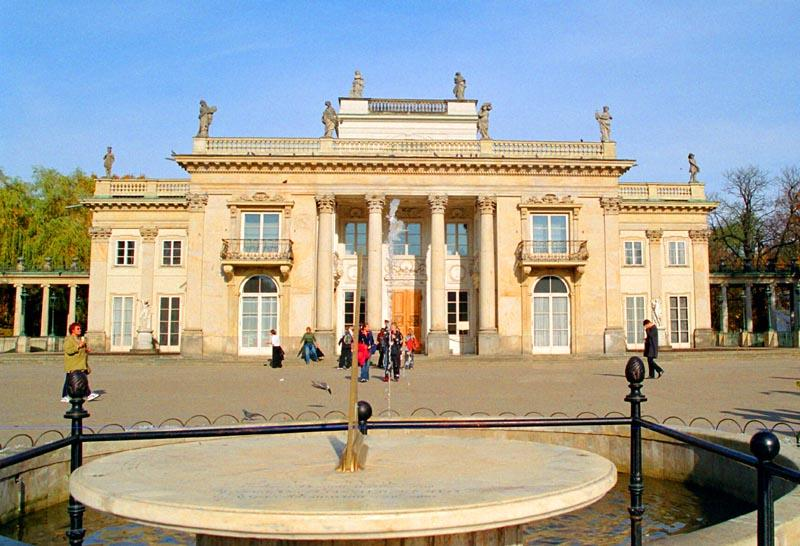
Fasada południowa Pałacu Łazienkowskiego, 1784

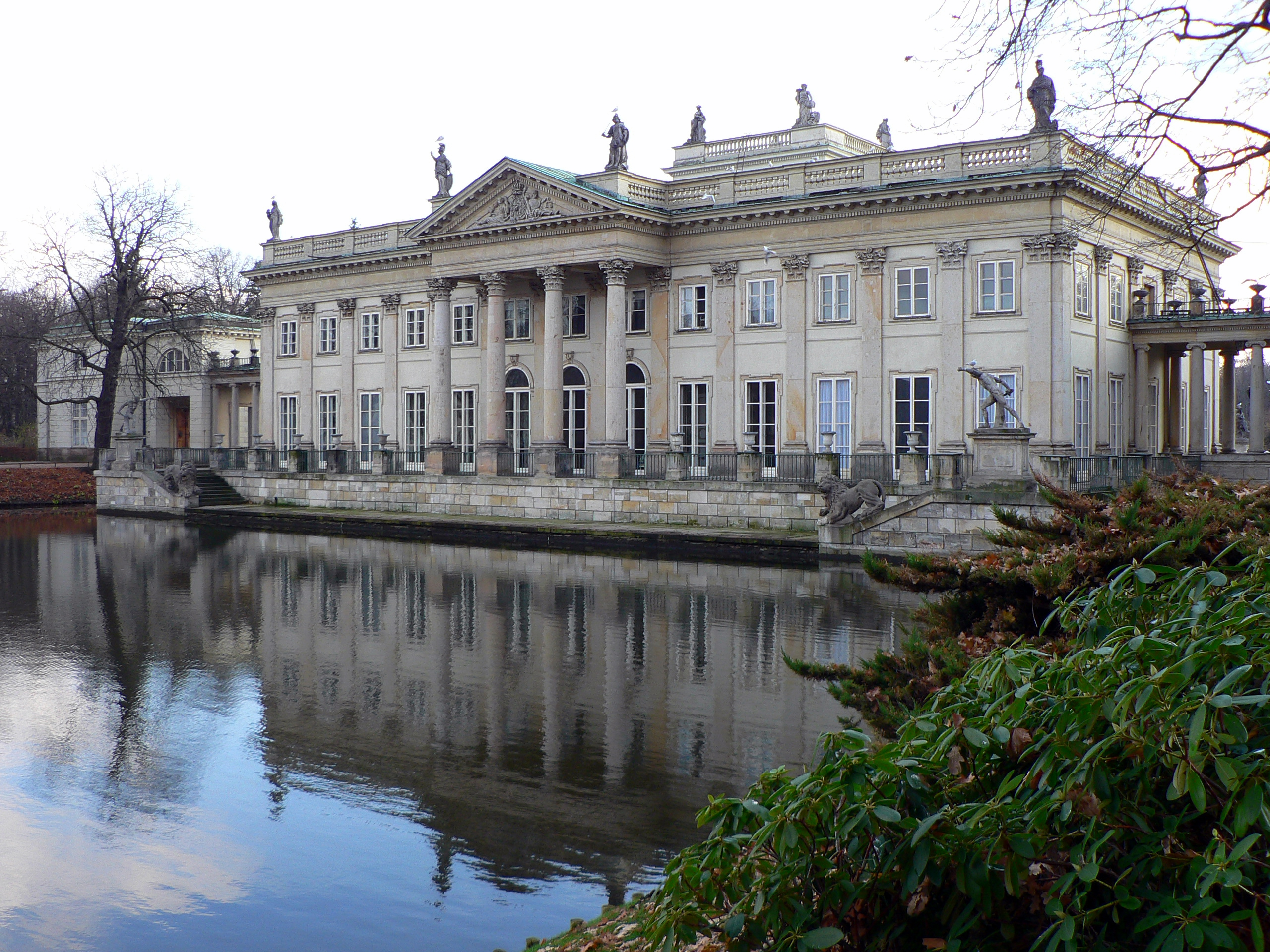
Fasada północna Pałacu Łazienkowskiego, 1788

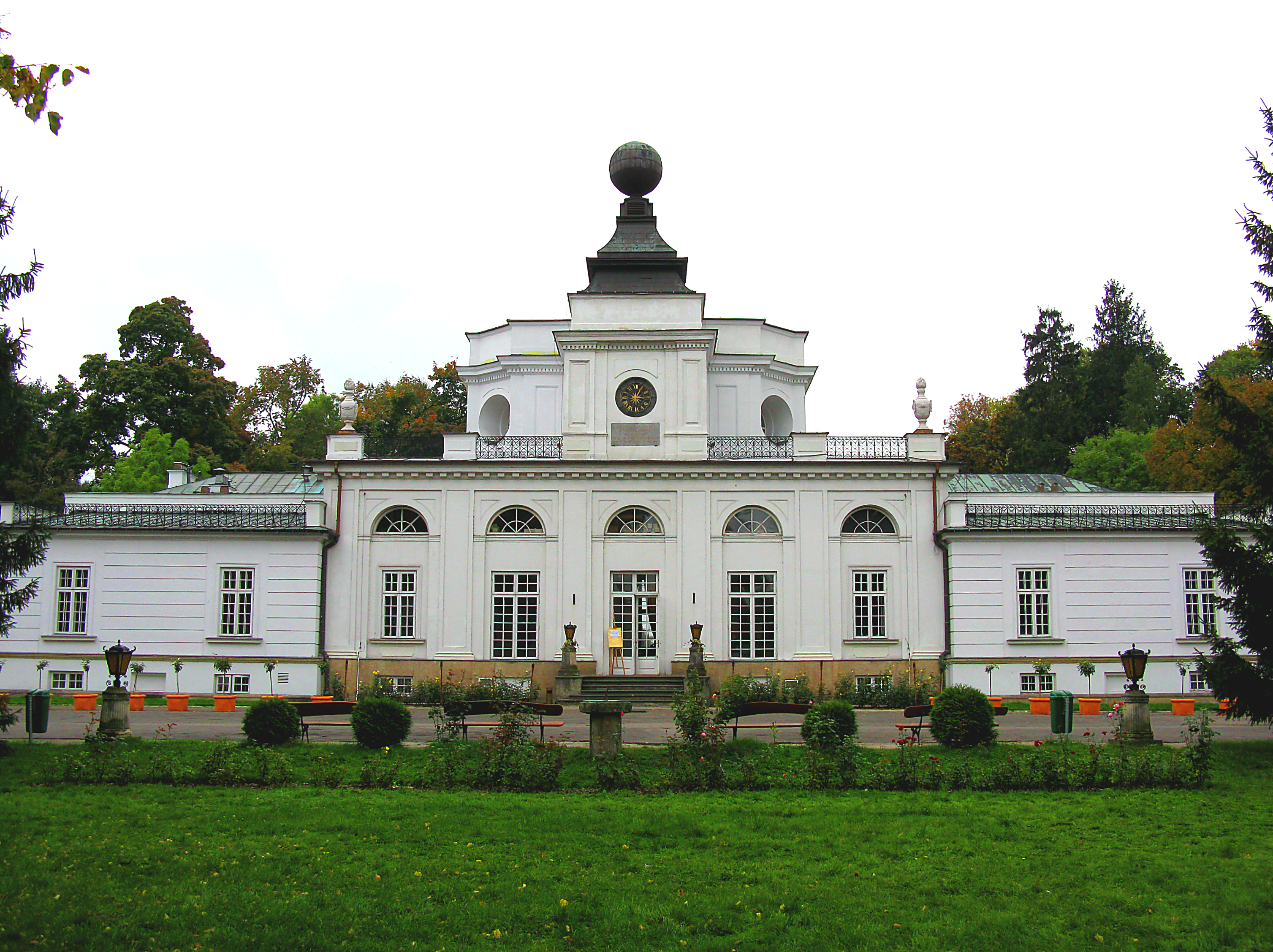
Pałac w Jabłonnie

Styl Stanisława Augusta, in. styl stanisławowski – samodzielna, polska odmiana sztuki wczesnego klasycyzmu, związana z mecenatem króla Stanisława Augusta Poniatowskiego (stąd jej nazwa). Styl obecny w architekturze, dekoracji wnętrz, malarstwie, rzeźbie i sztuce zdobniczej, który najpełniej wyraził się we wnętrzach Zamku Królewskiego w Warszawie i w Łazienkach.
Termin ten został wprowadzony przez Władysława Tatarkiewicza w pracy Historia budowy Łazienek (1916). Problem stylu stanisławowskiego badali następnie m.in. A. Lauterbach (Styl Stanisława Augusta. Klasycyzm warszawski wieku XVIII, 1918), ponownie Władysław Tatarkiewicz (Rządy artystyczne Stanisława Augusta, 1919) i Marek Kwiatkowski (Stanisław August Poniatowski – król architekt, 1983).
Najwybitniejszymi twórcami stylu Stanisława Augusta byli Dominik Merlini, Jan Chrystian Kamsetzer, Marcello Bacciarelli, Jean-Baptiste Pillement, Jan Bogumił Plersch i André Le Brun.

## Ramy czasowe
Ramy czasowe dla stylu nie są jednoznacznie wyznaczone, albowiem badacze różnią się w poglądzie na tę sprawę. Władysław Tatarkiewicz jako datę początkową zaproponował rok 1783 (wówczas powstały: Sala Asamblowa na Zamku Królewskim w Warszawie i południowa fasada Pałacu Łazienkowskiego) lub ogólniej – lata po 1780. Nie zgodził się z tym Stanisław Lorentz, który początku stylu stanisławowskiego dopatruje się już ok. 1764–1765. On też w ramach stylu wyróżnił trzy etapy: 1764–1773, 1774–1783, 1783–1795.
Za koniec powszechnie przyjmuje się III rozbiór Polski (1795), gdy wraz z upadkiem polskiego państwa ustał królewski mecenat.

## Cechy
Styl stanisławowski był stylem odrębnym i samodzielnym, tym niemniej czerpiącym z różnych wzorców (W. Tatarkiewicz podkreślał jego włoski charakter, a S. Lorentz – francuski). Był to styl klasycystyczny, odpowiadający teorii klasycznej, jednak nie był przez nią – ani żadną inną – inspirowany, gdyż w Polsce teoretyków w zasadzie nie było, a obcymi teoriami się nie interesowano; zainteresowań teoretycznych nie przejawiał również sam król. Stanisław August gustował w różnorodnych dziełach, również barokowych. Jak pisał Tatarkiewicz, nie miał właściwie szczególnych skłonności do sztuki klasycznej. Chciał natomiast mieć to, co modne, a stylem wówczas modnym był właśnie klasycyzm. Odrębność stylu stanisławowskiego polega właśnie na synkretyzmie elementów klasycznych i nieklasycznych – barokowych, co przejawiało się w bogactwie zdobień, złoceniach, stiukach, intensywnych kolorach. Był to klasycyzm (cytując znów Tatarkiewicza) z pozostałościami baroku czy raczej z nawrotem do baroku, tego dawniejszego, siedemnastowiecznego, mocniejszego w formach. Nie można powiedzieć o klasycyzmie stanisławowskim, że był jeszcze barokowy; raczej – że był znów barokowy.

## Reprezentanci i dzieła
Termin styl stanisławowski nie odnosi się do wszystkich zjawisk artystycznych, występujących w Polsce w tym okresie, a jedynie do tych, które powstały pod bezpośrednim wpływem króla Stanisław Augusta lub pod wpływem sztuki dworskiej. Podkreślana jest rola gustu króla, według którego stylistycznie kształtowała się sztuka w jego kręgu. Główne role odgrywali architekt królewski Dominik Merlini i jego współpracownik Jan Kamsetzer, a w zakresie malarstwa – Marcello Bacciarelli.
Pierwszym dziełem stanisławowskim były wnętrza warszawskiego Zamku Królewskiego. Za Stanisława Augusta prace w salach zamkowych prowadził już Jakub Fontana; po jego śmierci Dominik Merlini kontynuował przebudowę wnętrz. Merlini był autorem Sali Asamblowej (Wielkiej), ukończonej w 1781. Przy jej białych ścianach ustawiono (po dwie) kilkadziesiąt złotawych kolumn z głowicami korynckimi. Między nimi ustawione zostały rzeźby Andrzeja Le Bruna. W plafonie Marcello Bacciarelli namalował scenę wyprowadzania świata z chaosu przez Jowisza.
W 1784 Merlini i Kamsetzer rozpoczęli wznoszenie Pałacu Łazienkowskiego. Najpierw powstała fasada południowa z czterokolumnowym portykiem wgłębnym i balustradową attyką z rzeźbami. W 1788 architekci wznieśli fasadę północną, również z czterokolumnowym portykiem, ale wysuniętym przed fasadę i zwieńczonym trójkątnym tympanonem. W latach 1792–1793 powstały dwa boczne pawilony pałacu. W stylu stanisławowskim urządzono również wnętrza.
W ramy stylu Stanisława Augusta W. Tatarkiewicz zaliczył także inne prace architektów królewskich, Merliniego i Kamsetzera: pałac w Jabłonnie (ok. 1778), dwa pałace Potockich na Krakowskim Przedmieściu i Królikarnię (1786–1789).